# SPIN1
SPIN1 (англ. Spindlin 1) – білок, який кодується однойменним геном, розташованим у людей на короткому плечі 9-ї хромосоми. Довжина поліпептидного ланцюга білка становить 262 амінокислот, а молекулярна маса — 29 601.
| 10         |  | 20         |  | 30         |  | 40         |  | 50         |
| ---------- |  | ---------- |  | ---------- |  | ---------- |  | ---------- |
| MKTPFGKTPG |  | QRSRADAGHA |  | GVSANMMKKR |  | TSHKKHRSSV |  | GPSKPVSQPR |
| RNIVGCRIQH |  | GWKEGNGPVT |  | QWKGTVLDQV |  | PVNPSLYLIK |  | YDGFDCVYGL |
| ELNKDERVSA |  | LEVLPDRVAT |  | SRISDAHLAD |  | TMIGKAVEHM |  | FETEDGSKDE |
| WRGMVLARAP |  | VMNTWFYITY |  | EKDPVLYMYQ |  | LLDDYKEGDL |  | RIMPDSNDSP |
| PAEREPGEVV |  | DSLVGKQVEY |  | AKEDGSKRTG |  | MVIHQVEAKP |  | SVYFIKFDDD |
| FHIYVYDLVK |  | TS         |  |            |  |            |  |            |

A: Аланін

C: Цистеїн

D: Аспарагінова кислота

E: Глутамінова кислота

F: Фенілаланін

G: Гліцин

H: Гістидин

I: Ізолейцин

K: Лізин

L: Лейцин

M: Метіонін

N: Аспарагін

P: Пролін

Q: Глутамін

R: Аргінін

S: Серин

T: Треонін

V: Валін

W: Триптофан

Кодований геном білок за функціями належить до регуляторів хроматину, білків розвитку, фосфопротеїнів. 
Задіяний у таких біологічних процесах, як клітинний цикл, сигнальний шлях Wnt, мейоз, ацетилювання. 
Локалізований у ядрі.